# Wspólnota administracyjna Mössingen
Wspólnota administracyjna Mössingen – wspólnota administracyjna (niem. Vereinbarte Verwaltungsgemeinschaft) w Niemczech, w kraju związkowym Badenia-Wirtembergia, w rejencji Tybinga, w regionie Neckar-Alb, w powiecie Tybinga. Siedziba wspólnoty znajduje się w mieście Mössingen.
Wspólnota administracyjna zrzesza jedno miasto i dwie gminy wiejskie:
- Bodelshausen, 5 735 mieszkańców, 13,82 km²
- Mössingen, miasto, 20 039 mieszkańców, 50,05 km²
- Ofterdingen, 4 555 mieszkańców, 15,15 km²